# Genetika
Genetika (ook Acta biologica Iugoslavica. Serija F: Genetika) is een aan collegiale toetsing onderworpen open access wetenschappelijk tijdschrift op het gebied van de genetica. Het eerste nummer verscheen in 2002.